# Sympetrum costiferum
Sympetrum costiferum är en trollsländeart som först beskrevs av Hagen 1861.  Sympetrum costiferum ingår i släktet ängstrollsländor, och familjen segeltrollsländor. Inga underarter finns listade i Catalogue of Life.